# Occella kuronumai
Occella kuronumai és una espècie de peix pertanyent a la família dels agònids.

## Hàbitat
És un peix marí, demersal i de clima temperat.

## Distribució geogràfica
Es troba al Pacífic nord-occidental: nord de Honshu (el Japó).

## Observacions
És inofensiu per als humans.